# Iron Knob
El SS Iron Knob fue un carguero australiano de 3.349 toneladas brutas de BHP Shipping. Fue construido por Poole & Steel de Adelaida, Australia del Sur en 1922 para la Commonwealth Line e inicialmente llamado SS Euwarra. Fue vendido a BHP Shipping en octubre de 1923 y rebautizado como Iron Knob, convirtiéndose en uno de los tres buques de vapor de clase "E" en servicio de BHP.

## Hundimiento

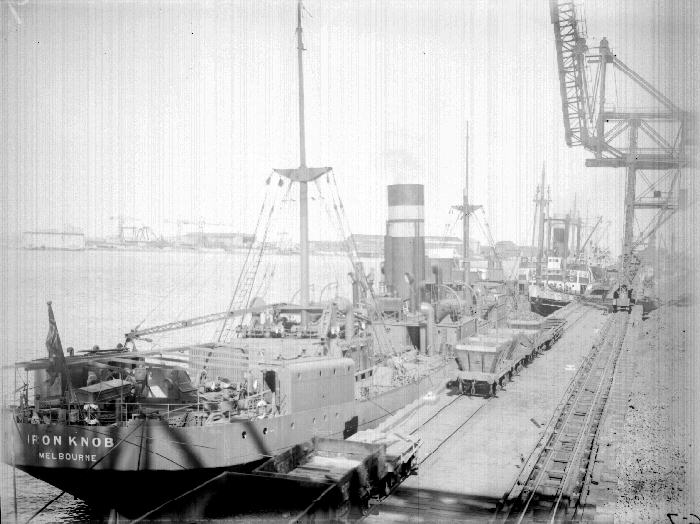
SS Iron Knob en la acería de Newcastle, hacia 1924.

En sus 32 años de servicio, realizó 393 viajes entre Newcastle y otros puertos australianos.
En 1955 fue vendido a Panatiotis Vrangos de Italia, registrado nuevamente en Panamá y rebautizado como SS Clarisse. El Clarisse se hundió en mares agitados en el océano Índico cerca de 8°4′N 51°10′E / 8.067, 51.167 el 15 de julio de 1957.